# Улица Нахимова (Санкт-Петербург)
Улица Нахи́мова — улица в Василеостровском районе Санкт-Петербурга. Проходит от улицы Беринга до Прибалтийской площади.

## История
Улица в проектной документации с 1965 года обозначалась как Газопроводная улица. Современное название улица Нахимова присвоено 15 декабря 1972 года в честь русского флотоводца П. С. Нахимова.
Трасса улицы примерно совпадает с границей бывшего Гаванского поля и проходит севернее Малого бассейна Гребного порта, устроенного в 1830-х годах по проекту архитектора А. Д. Захарова (см. Галерная гавань).
Первой застраивалась чётная сторона до Наличной улицы (дома 2—10). В середине 1970-х годов улицу Нахимова продлили до улицы Кораблестроителей.

## Достопримечательности
5 июля 2012 года в сквере у дома 26 был открыт памятник адмиралу П. С. Нахимову. Размер бронзовой фигуры — 3,6 м, размер постамента — 3,6 м.